# 성검전설 -파이널 판타지 외전-
《성검전설 -파이널 판타지 외전-》(聖剣伝説 -ファイナルファンタジー外伝-)은 스퀘어가 제작한 액션 롤플레잉 게임이다. 《파이널 판타지》 시리즈의 외전으로 출발했으며, 게임보이 기종으로 개발돼 1991년 6월 28일 일본서 처음 출시됐다. 패미컴용 《파이널 판타지》 게임들을 맡았던 이시이 코이치가 기획하고 이토 켄지가 작곡을 담당했다. 북미 지역에선 《파이널 판타지 어드벤처》(Final Fantasy Adventure), 유럽에선 《미스틱 퀘스트》(Mystic Quest)라는 제목으로 발매됐다.
마나의 나무를 없애 세계정복을 노리려는 악당 섀도 나이트와 그의 부하 줄리어스를 막기 위한, 우연히 음모에 휘말린 주인공과 동료들의 분투가 주된 이야기이다. 게임플레이는 《젤다의 전설》 시리즈와 유사해, 실시간으로 필듸 위의 적과 전투를 하는 액션 어드벤처 게임를 따라가나 경험치를 쌓으면서 플레이어 캐릭터의 능력이 강화되는 RPG 요소가 들어갔다.
《성검전설》은 발매 직후 당시 액션 롤플레잉 장르에 흔치않았던 깊은 이야기와 더불어 큰 호응을 받고, 이후 게임보이 기종을 장식한 최고의 게임으로 꼽혔다. 이후 1993년 슈퍼 패미컴으로 발매된 《성검전설 2》를 시작으로 《파이널 판타지》의 그림자에서 벗어나 독자적인 《성검전설》 시리즈를 구축하게 됐다. 그 외에 여러 차례 리메이크가 이뤄졌는데, 2003년 게임보이 어드밴스로 이야기가 더욱 길어진 《신약 성검전설》이 출시됐다. 2006년 경 일본 휴대전화에 이식됐고, 2016년에는 플레이스테이션 비타, iOS 및 안드로이드로 《어드벤처스 오브 마나》가 출시됐다.

## 게임플레이
게임플레이는 대채로 패미컴으로 출시된 첫번째 《젤다의 전설》과 유사하다.

## 기타 발매판
1998년 발매권을 획득한 선소프트가 북미 지역에서 스퀘어의 사가 게임들과 함께 재발매했다. 게임보이 컬러 기종을 노리고 홍보됐지만 소프트웨어 자체에 변경점은 없었다.
2003년 게임보이 어드밴스로 리메이크 《신약 성검전설》이 출시됐다. 2016년에는 플레이스테이션 비타, iOS 및 안드로이드로 《어드벤처스 오브 마나》가 출시됐다.
2017년 《성검전설 2》 및 《성검전설 3》와 묶은 합본 《성검전설 컬렉션》이 2017년 6월 1일 일본서 발매됐다.

## 평가
| 평가 |        |
| --- | ------ |
| 평론 점수 평론사 점수 패미츠 33/40 [ 2 ] IGN 9/10 [ 3 ] RPGFan 92% [ 4 ] RPGamer 3/5 [ 5 ] Nintendojo 8.7/10 [ 6 ] |        |
| 평론 점수 |        |
| 평론사 | 점수   |
| 패미츠 | 33/40  |
| IGN | 9/10   |
| RPGFan | 92%    |
| RPGamer | 3/5    |
| Nintendojo | 8.7/10 |